# さよならの夏
『さよならの夏』（さよならのなつ）は、1976年4月1日から同年6月24日までよみうりテレビ（制作）・日本テレビ系列の毎週木曜日21:00〜21:54の枠で放送されたテレビドラマ。全13回。
原作は原田康子の小説『廃園』（筑摩書房・1958年刊、のちに角川文庫より出版）。

## 概要
横浜の山の手にある平穏な一家・槇田家と簑島家が物語の中心。両家は、土木技師の槇田修二と実業家・貿易商の簑島耕造が大学の先輩・後輩の関係で家族ぐるみの交際があった。しかし一方で、修二は簑島の妻・綾子の落ち着いたような淑女の魅力に惹かれるように、そのまま関係を持つようになった。すでに耕造への愛が冷めていた綾子にとって修二が心の支えともなっていた。むつ子は以前から綾子が苦手な存在だったが、後に修二と綾子の関係を知ってショックを受ける。そのむつ子も、修二の娘・陽子の家庭教師をしている京太（耕造の養子）にほのかな恋心を抱かれ、この二人もいつしか関係を持つ。陽子の紫斑病という心配事を抱えながらの、不倫の恋の関係を描き、夫婦の愛とは何か、そのあり方を描いた作品。テレビドラマは「文芸メロドラマ」とも紹介されていた。

## キャスト
- 槇田むつ子〈29〉[3]：岩下志麻
- 槇田修二〈37〉[3]：細川俊之
- 簑島綾子〈39〉[3]：有馬稲子
- 簑島耕造〈45〉[3]：高松英郎
- 簑島京太〈20〉[3]：織田あきら
- 槇田陽子〈7〉[3]：佐藤由美 - むつ子と修二の娘
- 中河マリ子〈20〉[3]：桃井かおり - 京太の親友。恋仲でもある[3]。
- 品子：竹井みどり
- 街の女〈22〉[3]：田口久美 - 京太と関係を持っている[3]。
- 絵沢萠子
- 京太の実母：中北千枝子
- 来宮太三郎：池部良
- 山乃広美
- 伊藤久哉
- 稲川善一
- 相原巨典

## スタッフ
- プロデューサー：香坂信之
- 原作：原田康子『廃園』
- 脚本：石松愛弘
- 音楽：坂田晃一
- 制作：テレパック、よみうりテレビ

## 主題歌
- 『さよならの夏』 歌：森山良子（作詞：万里村ゆき子、作曲・編曲：坂田晃一）
この曲はのちに手嶌葵の曲として、『さよならの夏 〜コクリコ坂から〜』のタイトルで2011年にカバーされ、その年のアニメ映画『コクリコ坂から』の主題歌となった。
  - 挿入歌：『ガラス色の午後』 歌：森山良子（作詞：万里村ゆき子、作曲・編曲：坂田晃一）
  - 挿入歌：『ひとり旅』 歌：織田あきら（1976年発売、RCAレコード）
劇中で、織田演じる京太がギターで弾き語る曲としても登場した[4]。